# FUCK'N BEST
『FUCK'N BEST』（ファッキン・ベスト）は、RIZEの1枚目のベスト・アルバム。2005年3月24日にEpic Records（ソニー・ミュージックエンタテインメント）より発売された。

## 解説
メジャーデビューシングル「カミナリ」から9thシングル「Gun Shot」まで収録したベスト・アルバム。2004年に活動休止したRIZEの活動再開後初の作品となったが、2006年にユニバーサルミュージックのFar Eastern Tribe Recordsへ移籍したため、Epic Recordsとしては最後の作品となった。

## 収録曲
1. I CAN'T LIVE WITHOUT MY RADIO
(作詞：ZEEBRA, JESSE / 作曲：RIZE, DJ KEN-BO)
  - 客演にZEEBRAが参加。2001年にJFN系列のイベント『FM FESTIVAL 01〜DREAM COLLABORATION〜』のキャンペーンソングとして制作され[2]、今回が初収録となる。
2. カミナリ
(作詞：JESSE / 作曲：JESSE, 金子統昭, TOKIE)
  - 1stシングル。Viewsic 2000年9月度VRソング。
3. Why I'm Me
(作詞：JESSE / 作曲：JESSE, 金子統昭, TOKIE)
  - 2ndシングル。ソニー「RED HOT」キャンペーンソング。
4. MUSIC
(作詞：JESSE / 作曲：JESSE, 金子統昭, TOKIE)
  - 3rdシングル。スペースシャワーTV 2001年1月度POWER PUSHソング。
5. 必殺
(作詞：JESSE / 作曲：JESSE, 金子統昭, TOKIE)
  - 1stアルバム『ROOKEY』収録曲。
6. NAME
(作詞：JESSE / 作曲：JESSE, 金子統昭, TOKIE)
  - 4thシングル。
7. WARP
(作詞：JESSE / 作曲：JESSE, 金子統昭, TOKIE)
  - 4thシングル「NAME」収録曲。
8. Light Your Fire
(作詞：JESSE / 作曲：JESSE, 金子統昭, 小川剛史, 中尾宣弘)
  - 5thシングル。
9. 日本刀
(作詞：JESSE / 作曲：JESSE, 金子統昭, 小川剛史, 中尾宣弘)
  - 2ndアルバム『FOREPLAY』収録曲。
10. Dream Catcher
(作詞：JESSE / 作曲：JESSE, 金子統昭, 小川剛史, 中尾宣弘)
  - 6thシングル。
11. JAPONICAN
(作詞：JESSE / 作曲：JESSE, 金子統昭, 小川剛史, 中尾宣弘)
  - 5thシングル「Light Your Fire」収録曲。
12. JAMMING
(作詞・作曲：Bob Marley)
  - 6thシングル「Dream Catcher」収録曲。原曲はBob Marleyが1977年に発表した同名曲。
13. Future Child
(作詞：JESSE / 作曲：JESSE, 金子統昭, 小川剛史, 中尾宣弘)
  - 5thシングル「Light Your Fire」収録曲。
14. ALL STAR
(作詞：JESSE / 作曲：JESSE, 金子統昭, 小川剛史, 中尾宣弘)
  - 新曲。
15. 02
(作詞：JESSE / 作曲：JESSE, 金子統昭, 小川剛史, 中尾宣弘)
  - 7thシングル「02/ONE」収録曲。
16. ONE
(作詞：JESSE / 作曲：JESSE, 金子統昭, 小川剛史, 中尾宣弘)
  - 7thシングル「02/ONE」収録曲。
17. VIBRATION〜introducing Def Tech
(作詞：SHEAN, 西宮勇騎, JESSE / 作曲：JESSE, 金子統昭, 小川剛史, 中尾宣弘)
  - 8thシングル。客演にDef Techが参加。
18. Gun Shot
(作詞：JESSE / 作曲：JESSE, 金子統昭, 小川剛史, 中尾宣弘)
  - 3rdアルバム『Natural Vibes』収録曲で、後に9thシングルとしてリカットされた。カプコン PlayStation 2用ゲームソフト『GUNSURVIVOR4 BIOHAZARD HEROES NEVER DIE』テーマソング。
19. ツバサ
(作詞：JESSE / 作曲：JESSE, 金子統昭, 小川剛史, 中尾宣弘)
  - 9thシングル「Gun Shot」収録曲。
20. Far Eastern Tribe
(作詞：JESSE / 作曲：JESSE, 金子統昭, 小川剛史, 中尾宣弘)
  - 3rdアルバム『Natural Vibes』収録曲。